# Vía Provincial Progreso-Puerto Sabana Grande
La Vía Provincial Progreso-Puerto Sabana Grande (Guayas-116) es una vía provincial de segundo orden de sentido norte-sur ubicada en la Provincia de Guayas.  Esta vía se inicia en la  vía arterial Transversal Austral (E40) - vía arterial de la Red Estatal de Carreteras.  La  vía se origina en la localidad de Gómez Rendón (Progreso) y se desplaza en dirección suroriental hasta terminar su recorrido en la localidad de Puerto Sabana Grande en el Golfo de Guayaquil.  En su recorrido, la vía pasa por las localidades de San Lorenzo y Sabana Grande.
hasta terminar su recorrido en la Vía Provincial Bocana-Mercedes  (Guayas-113) en la localidad de Samborondón (cabecera cantonal del Cantón Samborondón).  A medio camino entre La Aurora y Samborondón, la Vía Provincial Progreso-Puerto Sabana Grande (Guayas-116) conecta con el término occidental de la Vía Provincial de Enlace al Puente Alterno Norte (Guayas-007).

## Localidades destacables
De oeste a este:
- Gómez Rendón (Progreso), Guayas
- San Lorenzo, Guayas
- Sabana Grande, Guayas
- Puerto Sabana Grande, Guayas